# Karen Jachaturian
Karen Surenovich Khachaturian (ruso: Карэн Суренович Хачатурян, armenio: Կարեն Խաչատրյան) (Moscú, 19 de septiembre de 1920 – Moscú, 19 de julio de 2011) fue un compositor soviético y ruso-armenio, sobrino del compositor Aram Jachaturián.

## Biografía
Jachaturian nació en Moscú, hijo de Suren Jachaturian, un director teatral. Estudió con Genrij Litinski en el Conservatorio de Moscú, pero fue interrumpido por un servicio militar en la división de entretenimiento del Ejército Rojo. Retomó sus estudios en 1945, donde trabajó con Dmitri Shostakovich y Nikolai Myaskovsky.
Además de su Sonata para Violín (1947), sus trabajos incluyen una Sonata para Chelo (1966), un Cuarteto de Cuerdas (1969), cuatro sinfonías (1955, 1968, 1982, 1991) y un ballet, Cipollino (1973), así como varios trabajos orquestales y música para teatro y cine.

## Obras
Sus composiciones se caracterizan por una unidad rítmica y un cuidadoso e idiomático uso de las fuerzas instrumentales. Adoptó una aproximación principalmente tonal en sus composiciones.
Sus trabajos han sido grabados por artistas que incluyen a David Óistraj, Jascha Heifetz, Mstislav Rostropóvich, y Vladimir Yampolski. Una grabación de la apertura de su primera sinfonía estuvo interpretada en una conferencia-demostración dada en la Universidad de Warwick durante el primer año académico en el que tuvo estudiantes (1965-1966), por Geoffrey Bush.
Sus obras son:
- Trío de cuerda para violín, viola y violonchelo
- Sonata para violín, en Sol menor, Op. 1 compuesto en 1947. (Para Leonid Kogan) - grabado por J. Heifetz y L. Steuber para RCA Victor Gold en 1966 - (GD87872)
- Sonata para chelo, dedicada a Mstislav Rostropovich. Primera interpretación el 10 de enero de 1967.
- Cuarteto de cuerda.
- Trío para Violín, Corno francés y Piano (OCLC 225728893 225728893)
- Himnos Nacionales anteriores de Somalia (1972) y Zanzíbar (1964)

## Premios
Jachaturian fue premiado con la Orden del Mérito para el Fatherland, 4.ª clase (2007), la Orden de Honor (Federación rusa) (2000) y la Orden de Amistad (1995). Fue nombrado Artista del pueblo de la URSS (artes escénicas), título del RSFSR (1981) y premiado con el Premio Estatal de la Unión Soviética
(1976, para el ballet "Cipollino") y con el Premio Estatal de la Federación de Rusia (2001). También recibió el Diploma del Presidente de la Federación Rusa (6 de marzo de 2011 - por su gran contribución al desarrollo de la cultura nacional y los muchos años de actividad creativa) y el premio de la Sala de la Ciudad de Moscú (1999).